# Julia Ducournau
Julia Ducournau (París, 18 de noviembre de 1983) es una directora de cine y guionista francesa que en 2021 se convirtió en la primera mujer en ganar en solitario la Palma de Oro en el Festival Internacional de Cine de Cannes.

## Trayectoria
Julia Ducournau finalizó en 2008 sus estudios de guion en la escuela de cine de La Fémis de París. En 2011 ganó el Petit Rail d'Or en el Festival de Cine de Cannes por su cortometraje Junior.
Su película de 2016, Grave, fue exhibida en la semana de la crítica del Festival de Cannes en su edición de 2016. En octubre del mismo año, Grave ganó el premio Sutherland en el Festival de Cine de Londres.
En 2021 ganó la Palma de Oro del Festival de Cine de Cannes por su segundo largometraje, Titane. Se convirtió así en la segunda mujer en ganar el premio en la historia del Festival, después de que Jane Campion lo consiguiera ex aequo en 1993 por El piano junto a Chen Kaige por Adiós a mi concubina, siendo la primera en hacerlo en solitario.

## Filmografía

### Como directora y guionista
| Año  | Título                 | Acreditada como | Acreditada como | Notas                                       |
| Año  | Título                 | Directora       | Guionista       | Notas                                       |
| ---- | ---------------------- | --------------- | --------------- | ------------------------------------------- |
| 2005 | Corps-Vivants          | Sí              |                 | Película corta                              |
| 2007 | Tout va bien           | Sí              |                 | Película corta                              |
| 2011 | Junior                 | Sí              | Sí              | Película corta                              |
| 2012 | Mange                  | Sí              | Sí              | Película para TV                            |
| 2015 | Ni le ciel ni la terre |                 | Sí              | Consultora de guion                         |
| 2016 | Grave                  | Sí              | Sí              |                                             |
| 2016 | Compte tes blessures   |                 | Sí              | Consultora de guion                         |
| 2021 | Titane                 | Sí              | Sí              |                                             |
| 2021 | Servant                | Sí              |                 | Serie para Apple TV+. Episodios 2x01 y 2x02 |

## Premios y distinciones
Premios BAFTA
| Año  | Categoría      | Película | Resultado |
| ---- | -------------- | -------- | --------- |
| 2021 | Mejor director | Titane   | Nominado  |

Premios César
| Año  | Categoría            | Película | Resultado |
| ---- | -------------------- | -------- | --------- |
| 2013 | Mejor ópera prima    | Grave    | Nominado  |
| 2013 | Mejor director       | Grave    | Nominado  |
| 2013 | Mejor guion original | Grave    | Nominado  |
| 2022 | Mejor director       | Titane   | Nominado  |

Festival Internacional de Cine de Cannes
| Año  | Categoría    | Película | Resultado |
| ---- | ------------ | -------- | --------- |
| 2021 | Palma de Oro | Titane   | Ganadora  |
| 2016 | FIPRESCI     | Grave    | Ganadora  |